# Pseudotypocerus ater
Pseudotypocerus ater là một loài bọ cánh cứng trong họ Cerambycidae.